# Військовики інків
Військовики інків — очільники різних військових підрозділів в імперії інків Тауантінсую, що відзначилися за час існування інкської держави з моменту заснування Куско. Відомості про більшість з них уривчасті. Перші володарі-військовики Куско носили титул сінча, що навіть відображалося в їх титулатурі. Ймовірно вони спочатку виступали саме як військові вожді, поступово перетворюючись у власне правителів. Оскільки тривалий час військо очалював безпосереднього Капак Інка, а потім деякий час Сапа Інка, то стосовно дій військовиків того часу відомо небагато. Більшість з відомих інкських військовиків обіймали посади від апо кіспая (на кшталт генералісімуса) до атун апо («бригадного генерала»). Переважно першу посаду обіймали родичі, часто сини або брати імператора, втім, починаючи з Уайна Капака, до головних посад стали долучати представників місцевої знаті. Цей процес остаточно закріпився при Атауальпі.

## Військовики за володарями

### ЗаКапака Юпанкі
- Тарко Уаман

### ЗаІнки Роки
- Апу Майта

### ЗаЯуара Уакака
- Уікчу Тупак

### ЗаВіракочі Інки
- Вікакірау Інка
- Рока Юпанкі
- Тупак Уарочірі

### ЗаІнки Пачакутека
- Капак Юпанкі
- Апу Конде Майто
- Уайна Юпанкі
- АпуЯнкі Юпанкі
- Тупак Аяр Манко
- Інка Амару
- Апу Паука Асну
- Аукі Юпанкі.
- Тілька Юпанкі

### ЗаТупака Юпанкі
- Аколья Тупак
- Утурунку Ачачі
- Сінчі Рока
- Чалько Юпанкі
- Апу Курімачі

### ЗаУайни Капака
- Аколья Тупак
- Апу Уальпая
- Апу Ілакіта
- Тіту Атачі
- Авкі Тупак
- Нінан Куйочі
- Мольо Капак
- Апу Кантар Капак
- Аукі Тома
- Кунті Мольо

### ЗаУаскара
- Аток
- Уанка Аукі
- Майко Юпанкі

### ЗаАтауальпи
- Чалкучіма
- Кіскіс
- Інкура Уальпа
- Руміньяві
- Урко Уаранка
- Укумарі
- Уньо Чульо

### ЗаМанко Інка Юпанкі
- Кізу Юпанкі
- Тісон Інка
- Кауіде
- Ільа Тупак